# Winnerath
Winnerath là một đô thị thuộc huyện Ahrweiler, bang Rheinland-Pfalz, phía tây nước Đức. Đô thị Winnerath có diện tích 3,33 km², dân số thời điểm ngày 31 tháng 12 năm 2006 là 207 người.